# ساقار (ترکمنستان)
ساقار (به ترکمنی: Sakar، ساقار) یک منطقه مسکونی در ترکمنستان است که در استان لب آب واقع شده‌است. 
سابقا ساقار مرکز شهرستان ساقار بود. اما در تاریخ ۲۵ نوامبر ۲۰۱۷، شهرستان ساقار منحل شده و اراضی آن، منجمله شهر ساقار، به شهرستان صیاد واگذار شد.